# Robert Lelangue
Robert Lelangue (Etterbeek, Región de Bruselas-Capital, 4 de febrero de 1940) es un exciclista belga, que fue profesional entre 1961 y 1969. Combinó tanto el ciclismo en carretera como en pista.
Una vez retirado de la práctica activa del ciclismo dirigió al Molteni (1972-1976), al Fiat France (1977) y al Kas Campagnolo (1979).

## Palmarés en carretera
- 1960
  - 1º en la Kattekoers
- 1961
  - Vencedor de una etapa en el Tour de Luxemburgo
- 1963
  - 1º en el Gran Premio de Saint-Raphaël
  - 1º en la Omloop Mandel-Leie-Schelde
  - Vencedor de una etapa en los Cuatro Días de Dunkerque
- 1964
  - 1º en el Gran Premio de Saint-Raphaël
- 1965
  - 1º en el Tour du Nord-Ouest de la Suisse
- 1966
  - 1º en el Gran Premio de Antibes
- 1967
  - 1º en el Gran Premio Jef Scherens[2]
  - 1º en el Gran Premio de Alghero
  - Vencedor de una etapa en el Giro de Cerdeña

## Palmarés en pista
- 1964
  - 1º en los Seis días de Montreal (con Lucien Gillen)
- 1965
  - Campeón de Bélgica de Madison (con Theo Verschueren)
- 1965
  - Campeón de Bèlgica en Omnium

### Resultados en el Tour de Francia
- 1963. 69.º de la clasificación general